# Бусульфан
Бусульфан (англ. Busulfan, лат. Busulfanum) — синтетичний лікарський препарат, який за своєю хімічною структурою є похідним метансульфонової кислоти, та застосовується як перорально, так і внутрішньовенно. Бусульфан розроблений у Великій Британії у лабораторії компанії «GlaxoSmithKline», та застосовується у клінічній практиці з 1959 року.

## Фармакологічні властивості
Бусульфан — синтетичний лікарський засіб, який за своєю хімічною структурою є похідним метансудьфонової кислоти. Механізм дії препарату полягає у дії його активних метаболітів на пухлинні клітини, внаслідок чого відбувається зшивка ДНК клітин пухлини, що призводить до зупинки мітозу (переважно в першій половині фази G1, а також на початку і в кінці фаз S і G2) пухлинних клітин, що призводить до втрати можливості реплікації ДНК клітинами пухлин, наслідком чого є гальмування росту пухлини. Бусульфан застосовується для лікування хронічного мієлолейкозу, еритремії та справжньої поліцитемії, рідше застосовується також при тромбоцитемії та мієлофіброзі, переважно в комбінації з циклофосфамідом та етопозидом. Бусульфан особливо активний до ембріональних клітин, тому його застосування при вагітності ймовірно може призвести до народження дитини із хромосомними аномаліями або іншими вадами розвитку. Окрім цього, бусульфан має виражену цитотоксичну та імуносупресивну дію, що сприяє виникненню частих побічних ефектів при застосуванні препарату, в тому числі виникнення на фоні застосування препарату лейкозів та незворотньої аплазії кісткового мозку.

### Фармакокінетика
Бусульфан добре всмоктується після перорального застосування, проте біодоступність препарату після перорального прийому сильно варіює, і може становити від 37 до 99 % (у середньому 68 %). Після внутрішньовенної ін'єкції біодоступність препарату становить 100 %. Препарат виявляється в крові за кілька хвилин після внутрішньовенного застосування, та за 0,5—2 години після перорального застосування. Бусульфан погано зв'язується з білками плазми крові. Бусульфан проникає через гематоенцефалічний бар'єр, проходить через плацентарний бар'єр та виділяється в грудне молоко. Метаболізується препарат у печінці із утворенням кількох неактивних метаболітів. Виводиться препарат із організму із сечею. Період напіввиведення бусульфану становить 2,5 години, проте виведення препарату проходить повільно, протягом більш ніж 2 діб.

## Показання до застосування
Бусульфан застосовують для лікування хронічного мієлолейкозу, справжньої поліцитемії та еритремії, тробоцитемії та мієлофіброзу.

## Побічна дія
При застосуванні бусульфану побічні ефекти спостерігаються часто, серед них найчастішими є:
- Алергічні реакції та з боку шкірних покривів — нечасто (до 2 % випадків застосування) алопеція, еритема шкіри, порфірія шкіри, кропив'янка, гіперпігментація шкіри.
- З боку травної системи — нудота, стоматит, сухість у роті, блювання, діарея, зниження апетиту, кровотеча з варикозно розширених вен стравоходу, холестаз, тромбоз печінкових вен, порушення функції печінки.
- З боку нервової системи та органів чуттів — міастенія, катаракта (частіше при тривалому прийомі).
- З боку дихальної системи — інтерстиційний фіброз легень.
- З боку сечостатевої системи — нефропатія, розлади функції яєчників, розлади овуляції, аменорея, азооспермія, рідко — атрофія яєчок.
- Зміни в лабораторних аналізах — тромбоцитопенія, лейкопенія, анемія, рідше аплазія кісткового мозку.
- Інші побічні ефекти — розвиток вторинних злоякісних пухлин, хромосомні аберації, при застосуванні під час вагітності можливі внутрішньоутробна загибель плода або вади розвитку плода.

## Протипокази
Бусульфан протипоказаний при підвищеній чутливості до препарату, при пригніченні функції кісткового мозку, тромбоцитопенії, гострому та підгострому лейкозі, вагітності та годуванні грудьми.

## Форми випуску
Бусульфан випускається у вигляді таблеток по 0,002 г та концентрату для приготування розчину для внутрішньовенних ін'єкцій у ампулах по 10 мл із вмістом діючої речовини 6 мг/мл.